# Pat Musick
Patrice Anne Musick (San Luis, Misuri, 26 de enero de 1956) es una actriz estadounidense, que ha proporcionado numerosas voces en muchos programas de televisión, películas y videojuegos. Ella y su exesposo Jeff Whitman, un gerente personal y coordinador de la construcción de escenarios, son los padres de la actriz y cantante Mae Whitman.

## Vida personal
Musick se casó con Jeff Whitman en 1983, juntos tienen una hija; Mae Whitman, que también es actriz. Musick y Whitman se divorciaron en 1991.

## Filmografía

### Televisión
- ATOM - Momma Rossi
- ¡Todos adultos! - Harold Frumpkin, Hermana de Harold, Edith
- Avatar: The Last Airbender - La mamá de Haru
- Batman: Brave and the Bold - Martha Wayne
- Curioso George - Sra. Klopotznick, Sra. Dewey, Mujer mayor, Niña
- Pato Darkwing - Cabrito
- Las aventuras de los osos Gummi de Disney - Ursa Gummi
- La casa del ratón de Disney - Fiddler Pig,Slimy , Flasher
- Duckman - Fluffy & Uranus (más tarde Charles)
- Ducktales - Bully Beagle, árbitro
- Cazafantasmas extrema - Janine Melnitz
- Johnny Bravo - Voces adicionales, Little Suzy (2000-2004)
- New Kids on the Block - Voces adicionales
- The Buzz on Maggie - Lacayos de Dawn, Ugly Bug
- Sabre Rider y los Star Sheriffs - April Eagle
- SpaceCats - Dementia DeFortino
- Superman: la serie animada - Mother, Guardian # 2
- Sylvester y Tweety Mysteries - Marry Ann
- Las otras aventuras de Superted - Prince RajeeshRugrats - Harold Frumpkin
- Rugrats - Harold Frumpkin
- Los Pitufos - Snappy Smurf (1985-1989)
- Tortugas ninja adolescentes mutantes - Mona Lisa
- Los cuentos retorcidos de Félix el gato - Voces adicionales
- La vida y los tiempos de Juniper Lee - Eloise
- The Tick - Meriem Brunch: The Mad Nanny, The Bee Twins, Tuun-La: No de esta Tierra
- ThunderCats (serie de televisión de 2011) - Albo
- Estela, sonajero y rollo - Angel, Elsa
- ¿Dónde está Waldo? Voces adicionales

### Películas
- Es el flautista de Hamelin, Charlie Brown (Especial de TV) - (voz)
- An American Tail - Tony
- An American Tail: el tesoro de la isla de Manhattan - Tony
- An American Tail: El misterio del monstruo nocturno - Tony
- Sr. Peabody y Sherman - Profesor de historia
- Rockin 'con Judy Jetson - Miembro del Fanclub, Starr, Zowie
- Scooby-Doo y la escuela Ghoul - Elsa Frankenteen
- Scooby-Doo y el hombre lobo renuentes - Vanna Pire
- El guijarro y el pingüino - Pola; Pingüino de barbijo # 1
- Thumbelina - Sra. Rabbit

### Videojuegos
- Duckman - Voces adicionales
- DuckTales: Remastered - Voz del equipo
- Mortimer y los acertijos del medallón - jirafa, ardilla voladora, puerta de Timberland
- Acelerador completo - Miranda Rose Wood